# سباق باريس روبيه 1936
طواف باريس 1936 هو سباق دراجات هوائية أقيم بتاريخ 12 أبريل، تكون السباق من مرحلة واحدة، وامتدّ لمسافة 262 كم، وبسرعة 36.136 كم/س، استغرق السباق 7 ساعات و15 دقيقة و01 ثانية. فاز به الفرنسي جورج سبايكر وحلّ ثانيا رومان مايس.

## الترتيب
| م                     | الدرّاج      | البلد  | الزمن                       |
| --------------------- | ----------- | ------ | --------------------------- |
| الفائز بالترتيب العام | جورج سبايكر | فرنسا  | 7 ساعات و15 دقيقة و01 ثانية |
| الثاني                | رومان مايس  | بلجيكا |                             |